# Kirsten Vlieghuis
Kirsten Vlieghuis (n. 17 mai 1976, Hengelo, Overijssel, Țările de Jos) este o înotătoare olandeză, medaliată olimpică. A participat la 2 ediții ale Jocurilor Olimpice (1996, 2000) în care a câștigat două medalii de bronz.